# Ski nautique aux Jeux mondiaux de 2009
Navigation
Duisburg 2005 Cali 2013
Les épreuves de Ski nautique des Jeux mondiaux de 2009 ont lieu du 22 juillet au 26 juillet 2009 sur le Lotus Pond à Kaohsiung (Taïwan).

## Podiums

### Hommes
| Épreuves      | Or                        | Argent                      | Bronze                     |
| ------------- | ------------------------- | --------------------------- | -------------------------- |
| Ski Classique | Chili Rodrigo Miranda     | États-Unis Storm Selsor     | Slovaquie Martin Bartalsky |
| Barefoot      | États-Unis Keith St. Onge | Afrique du Sud Heinrick Sam | Royaume-Uni David Small    |
| Wakeboard     | Ukraine Andrew Adkison    | Canada Kyle Rattray         | Thaïlande Padiwat Jaemjan  |

### Femmes
| Épreuves      | Or                       | Argent                        | Bronze                      |
| ------------- | ------------------------ | ----------------------------- | --------------------------- |
| Ski Classique | Belgique Kate Adriaensen | France Manon Costard          | États-Unis Caroline Hensley |
| Barefoot      | États-Unis Elaine Heller | Australie Ashleigh Stebbeings | États-Unis Shannon Heller   |
| Wakeboard     | États-Unis Dallas Friday | États-Unis Raimi Merritt      | Japon Miku Asai             |

## Tableau des médailles
| Rang | Nation | Or | Argent | Bronze | Total |
| ---- | ------ | -- | ------ | ------ | ----- |